# میخوو
میخوو (به چکی: Míchov) یک منطقهٔ مسکونی در جمهوری چک است که در ناحیه بلانسکو واقع شده‌است. میخوو ۳٫۰۵ کیلومتر مربع مساحت و ۱۵۸ نفر جمعیت دارد و ۳۵۶ متر بالاتر از سطح دریا واقع شده‌است.